# Massacre de Guangxi
Le massacre du Guangxi (aussi connu sous le nom Massacre du Guangxi de la révolution culturelle) sont une série d'événements impliquant le lynchage et le massacre direct dans la province chinoise du Guangxi pendant la révolution culturelle (1966-1976),,,,.

## Présentation
Le compte rendu officiel indique un nombre de morts estimé entre 100 000 et 150 000,. Dans certaines régions, y compris le Xian de Wuxuan et le Xian de Wuming, un cannibalisme massif s'est produit même s'il n'existait aucune famine ; selon les archives publiques disponibles, au moins 137 personnes, peut-être des centaines d'autres, ont été mangées par d'autres et au moins des milliers de personnes ont participé au cannibalisme,,,,,,. D'autres chercheurs ont souligné que 421 personnes pouvant être identifiées par leur nom ont été mangées et des cas de cannibalisme auraient été signalés dans des dizaines de comtés du Guangxi,,.
Après la révolution culturelle, les personnes impliquées dans le massacre ou le cannibalisme ont reçu des punitions mineures pendant la période « Boluan Fanzheng ». Dans le comté de Wuxuan, où au moins 38 personnes ont été mangées, quinze participants ont été poursuivis et condamnés à 14 ans de prison au plus. Alors que 91 membres du Parti communiste chinois (PCC) ont été expulsés du parti et que 39 membres non partisans ont été rétrogradés ou ont subi une réduction de salaire,,,,. Bien que le cannibalisme ait été parrainé par les bureaux locaux du Parti communiste et de la milice, aucune preuve directe n'indique que quiconque au sein de la direction nationale du Parti communiste, y compris Mao Zedong, ait approuvé le cannibalisme ou même qu'il le connaisse,,.
- Cependant, certains universitaires ont souligné que le Wuxuan avait informé la direction centrale (par le biais d'un document interne) du cannibalisme en 1968[11].
- Pourtant auparavant lors du Grand bond en avant, quand Liu Shaoqi, après avoir visité sa région natale et compris la catastrophe, tenta de redresser la situation, il dut s'opposer à Mao. Ce dernier accusa Liu d’avoir « lâché pied devant l’ennemi de classe ». Liu Shaoqi rétorqua : « Tant de morts de faim ! L’histoire retiendra nos deux noms et le cannibalisme sera dans les livres. »[12].

## Contexte historique

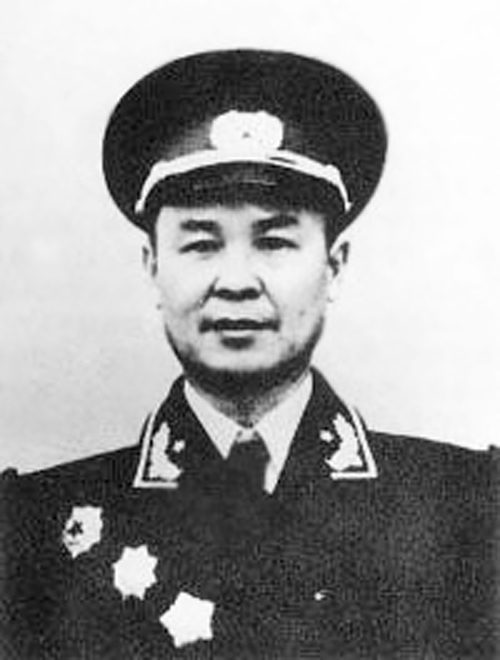
Wei Guoqing

En mai 1966, Mao Zedong a lancé la révolution culturelle. À partir de mars 1967, deux factions se sont progressivement constituées parmi les troupes et les civils du Guangxi : une faction (connue sous le nom de « Quartier général uni ») a soutenu inconditionnellement Wei Guoqing - alors président du Guangxi et haut fonctionnaire du Parti communiste chinois (PCC) - pour diriger la révolution dans le Guangxi, tandis que l'autre faction (connue sous le nom de « 4.22 ») s'est opposée à un tel soutien inconditionnel, demandant à Wei de faire d'abord l'autocritique. Des affrontements entre les deux factions ainsi que des massacres ont rapidement eu lieu dans les régions rurales du Guangxi.
Même si la « faction 4.22 » a reçu le soutien du Premier ministre Zhou Enlai en août 1967, elle était désavantagée dans tout le Guangxi, sauf dans la ville de Guilin. En février 1968, la région militaire de Guangzhou (en) a ordonné aux troupes qui soutenaient la « faction 4.22 » de s'éloigner de la région; en avril 1968, Huang Yongsheng, alors chef de la région militaire de Guangzhou, a déclaré que la « faction 4.22 » était une « organisation réactionnaire » et a commencé une répression massive (au même moment, le massacre de Guangdong a également eu lieu). Depuis l'été 1968, le massacre s'était propagé des régions rurales aux villes du Guangxi.

## Méthodes de mise à mort
Des gens ont été décapités, battus à mort, enterrés vivants, lapidés, noyés, ébouillantés, massacrés en groupe, vidés de leurs entrailles (...), explosés à la dynamite. Toutes les méthodes ont été utilisées,,.
- Une personne a été attachée à la dynamite sur le dos par d'autres personnes et a été éclatée en morceaux, juste pour le plaisir[5].
- En 1968, un professeur de géographie du collège local est battu à mort par ses élèves : son corps est traîné près de la rivière Qian, où un autre professeur est contraint, sous la menace d'une arme, d'en retirer le coeur et le foie. Les organes sont rapportés à l'école où ils sont cuits au barbecue et mangés par les adolescents[9],[13],[14].

En 2013, Qin Hui (秦晖), professeur à l'université Tsinghua, a discuté des contributions de Deng Xiaoping avec Ezra Vogel, professeur à l'université Harvard, lorsque Qin a déclaré: « Ma ville natale est au Guangxi, où des gens ont été tués lors de massacres à l'époque de Mao, et certains au cours de l'été sanglant de 1968, les habitants de Hong Kong et de Macao savaient tous que des cadavres flottaient sur le Xi et la rivière des Perles. »
Dans son livre « Les Massacres de la Révolution culturelle », Song Yongyi a soutenu que la plupart des massacres de la Révolution culturelle étaient l'action d'« appareils d'État », ou le massacre direct de ses citoyens par le régime,. D'un autre côté, Su Yang (Université de Californie à Irvine) a proposé le « modèle communautaire » pour expliquer le massacre du Guangxi, remettant en question les modèles dominants de génocide et de massacres,.

## Cannibalisme

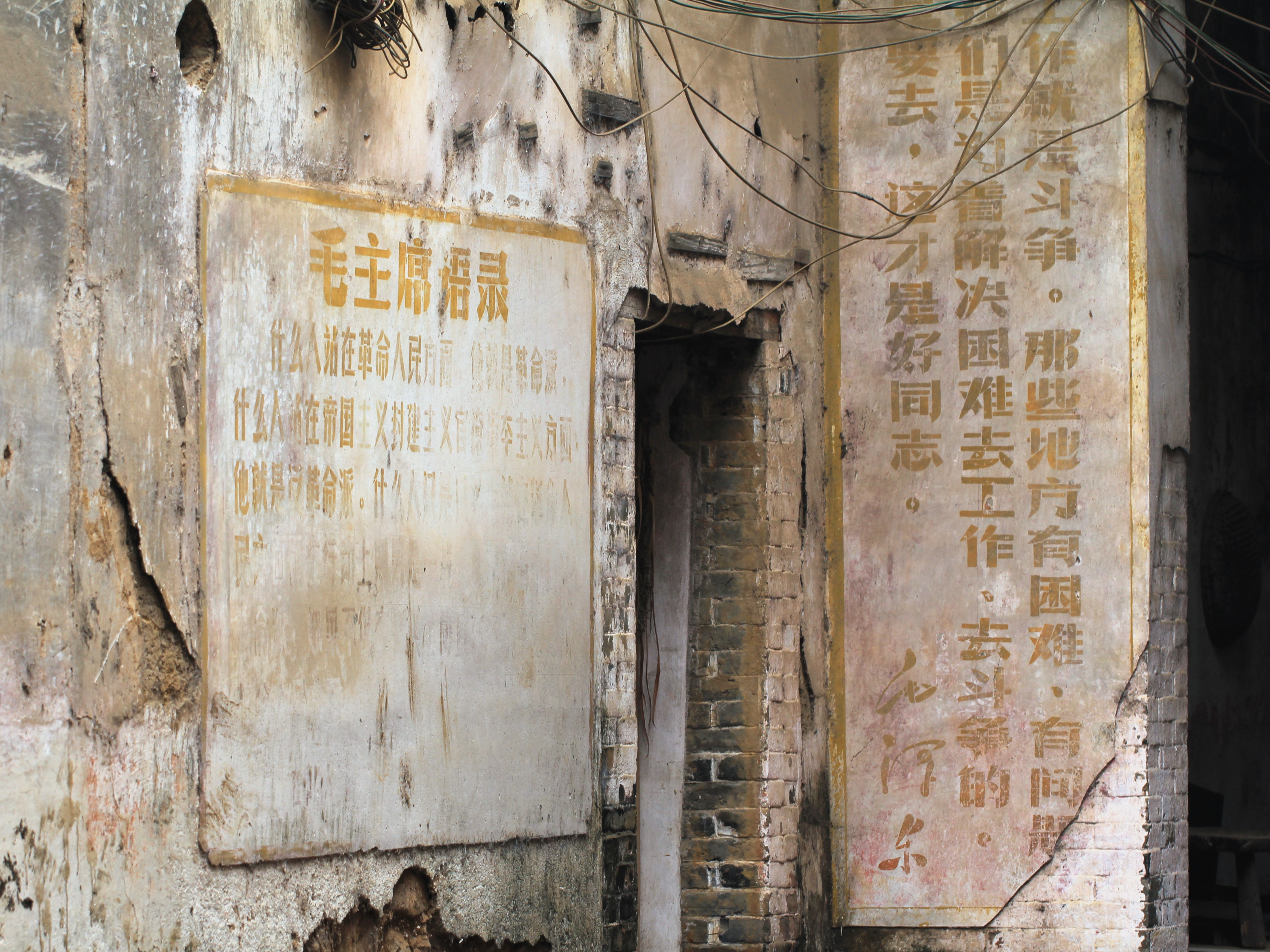
Xian de Wuxuan, où le cannibalisme était répandu pendant la révolution culturelle. L'image montre les citations du Président Mao Zedong sur un mur de rue de Wuxuan.

Selon Zheng Yi, un érudit qui a mené des recherches approfondies sur le sujet à la fin des années 1980 et qui a ensuite introduit en contrebande des copies de documents officiels aux États-Unis, au moins 137 personnes - peut-être des centaines d'autres - ont été mangées par d'autres et des milliers de personnes y ont participé au cannibalisme,,,,,.
Selon Yan Lebin (晏乐斌), un membre du ministère de la Sécurité publique qui a rejoint les groupes d'enquête :
« En 1968, 38 personnes du comté de Wuxuan ont été mangées et 113 fonctionnaires du comté ont mangé de la chair, du cœur et du foie humains. Chen Guorong (陈国荣), un paysan du comté de Guigang qui passait par Wuxuan, a été attrapé et tué par la milice locale parce qu'il était gros; son cœur et son foie ont été prélevés et sa chair a été distribuée à 20 personnes. Une chef de milice a mangé six foies humains au total, a coupé les organes génitaux de cinq hommes et les a trempés dans de l’alcool qu’elle boirait plus tard, affirmant que ces organes étaient bénéfiques pour sa santé. Le comportement consistant à manger de la chair, des cœurs et des foies humains s'est produit dans de nombreux comtés du Guangxi, notamment Wuxuan, Wuming, Shangsi, Guigang, Qinzhou, Guiping et Lingyun. » 
Selon Song Yongyi (宋永毅), un historien chinois ayant travaillé à l'université d'État de Californie à Los Angeles,,, : « Des chercheurs indépendants du Guangxi ont dénombré un total de 421 personnes mangées. Mais il y avait des rapports de cannibalisme à travers 27 comtés du Guangxi… Un homme a été battu à mort. Il avait deux enfants, l'un de 11 ans et l'autre de 14 ans. Les responsables locaux et les milices armées ont déclaré qu'il était important d'éradiquer de telles personnes. Ils n'ont donc pas seulement tué ces deux enfants, ils les ont aussi mangés. Cela a eu lieu dans le comté de Pubei, Guangxi, où 35 personnes ont été tuées et mangées au total. La plupart d'entre eux étaient de riches propriétaires et leurs familles. Il y avait un propriétaire foncier appelé Liu Zhengjian dont toute la famille avait été exterminée. Il avait une fille de 17 ans, Liu Xiulan, qui a été violée en groupe par neuf personnes à 19 reprises. Les violeurs ont alors déchiré son ventre et mangé son foie et ses seins. Il y a eu tellement d'incidents comme celui-ci. » Selon Frank Dikötter, professeur à l'université de Hong Kong, Senior Fellow à la Hoover Institution de l'université de Stanford et lauréat du Prix Samuel Johnson 2011:« Il y avait une hiérarchie dans la consommation des ennemis de classe. Les dirigeants se sont régalés du cœur et du foie, mélangés à du porc, tandis que les villageois ordinaires n’avaient le droit que de picorer les bras et les cuisses de la victime. » Selon Ding Xueliang (丁学良), professeur à l'université des sciences et technologies de Hong Kong,, : « Ce n'était pas du cannibalisme à cause de difficultés économiques, comme pendant la famine. Ce n'était pas dû à des raisons économiques, mais à des événements politiques, à la haine politique, idéologies politiques, rituels politiques. »

## Média

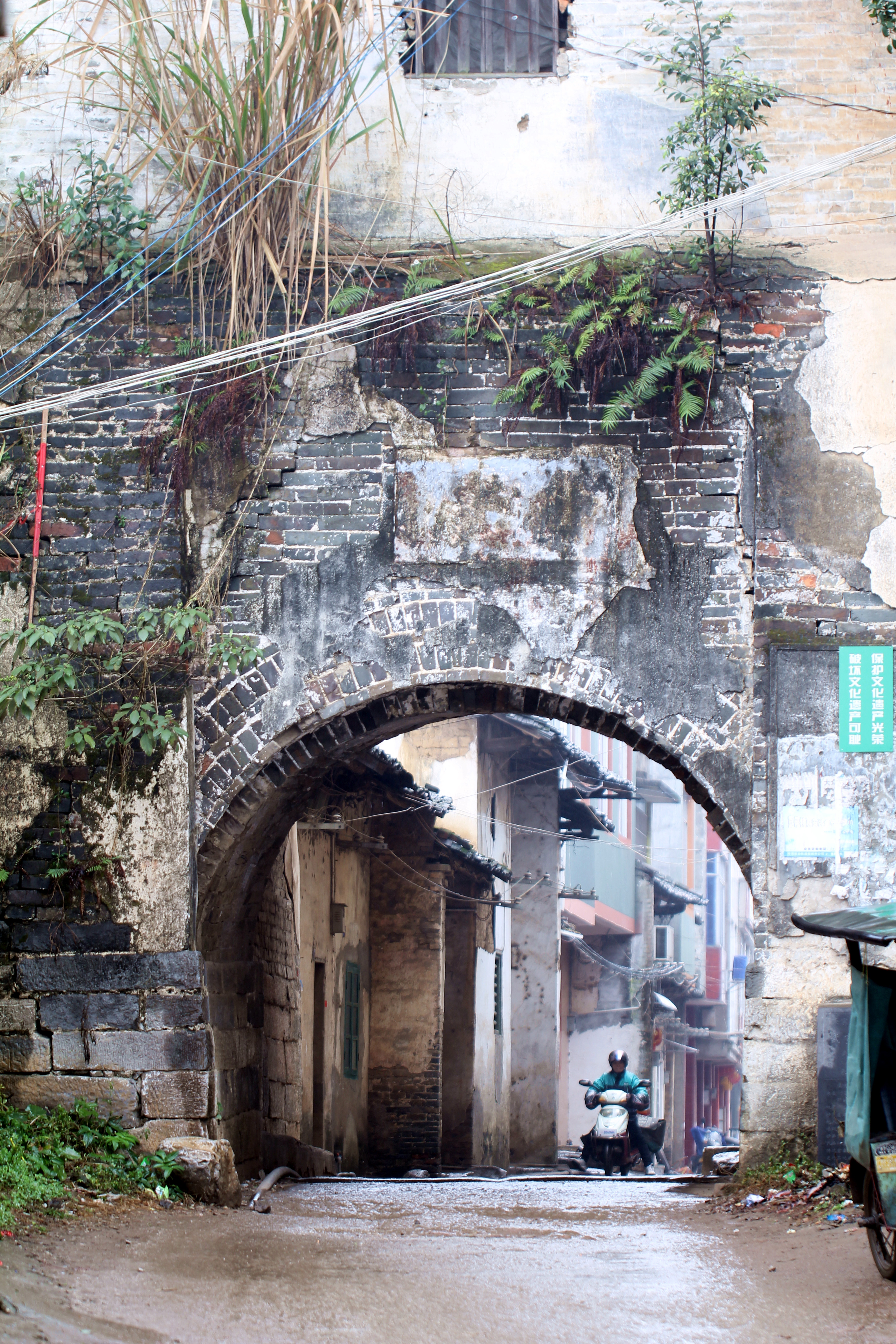
La porte nord à Wuxuan, Guangxi.

- Selon l'Agence France-Presse (2016), un nommé Luo confie toutefois : « Du cannibalisme ? Oui. J'étais là, j'ai vécu cela. » Mais il s'empresse d'ajouter que Wuxuan s'est énormément modernisé : ce passé « ne signifie plus rien »[9],[13],[14].
- Selon l'Agence France-Presse (2016), un cadre ayant participé au début des années 1980 à une enquête officielle sur ces événements. « C'est en exacerbant l'injonction à la lutte des classes qu'on en est arrivé au cannibalisme. Les meurtres étaient effroyables, pires que des bêtes. »[9],[13],[14]
- En 2016, The Irish Times a déclaré dans sa revue de la révolution culturelle que « des histoires terribles abondaient. Il y avait des histoires de cannibalisme dans la province du Guangxi où de" mauvais éléments "étaient massacrés publiquement et plus de 70 victimes étaient mangées à Wuxuan. »[22]
- En 2016, The Guardian a déclaré dans sa revue de la révolution culturelle que « peut-être la région la plus touchée était la province méridionale du Guangxi où il y avait des rapports de massacres et même de cannibalisme. »[23]
- En 2013, Renmin Wang, les médias officiels du Parti communiste chinois, ainsi que d'autres médias chinois ont réimprimé un article du Quotidien de la jeunesse de Chine, qui déclarait que pendant la révolution culturelle « dans certains endroits comme le Guangxi, les cœurs et les foies" des gens ont été mangés après que ceux-ci ont été battus à mort, et, étonnamment, un tel cannibalisme était répandu dans cette région ! » L'article indiquait en outre : « tout au long de l'histoire humaine du XXe siècle, y a-t-il eu un pays qui ait connu quelque chose comme notre révolution culturelle? La seule époque comparable était l'Allemagne Nazie. Cependant, jusqu'à ce jour, nous n'avons même pas de revue ou réflexion sur cette période de l'histoire. »[24],[25],[26]
- En 2001, le Time Magazine a déclaré que « la révolution culturelle de Mao Zedong était une éruption de ferveur idéologique, d'hystérie de masse et de brutalité pure et simple qui a fait environ 10 millions de morts chinois et ruiné la vie de millions d'autres. Des récits de comportements encore plus horribles entre 1966 et 1976 sont maintenant révélés: des allégations de cannibalisme, impliquant des centaines d'hommes et de femmes qui ont violé le tabou le plus puissant de l'humanité au nom de la pureté révolutionnaire. »[10]
- En 1996, The Washington Post a déclaré que « le Parti veut bloquer toute analyse approfondie du rôle joué par le défunt président Mao Zedong et de nombreux membres du parti. La divulgation complète de la vérité pourrait détruire le peu de légitimité que le Parti possède encore. »[7]
- En 1993, Newsweek a déclaré que « les comptes étaient déchirants. Des directeurs ont été tués dans les cours d'école par des étudiants, puis cuits et mangés.......Des documents sortis clandestinement de Chine la semaine dernière décrivaient les atrocités de la révolution culturelle avec des détails grotesques. »[27]
- En 1993, The New York Times déclarait que « les incidents signalés dans le Guangxi étaient apparemment les épisodes de cannibalisme les plus étendus au monde au cours du siècle dernier ou plus. Ils étaient également différents des autres en ce que ceux qui y participaient n'étaient pas motivés par la faim ou une maladie psychopathique. Au lieu de cela, les actions semblaient idéologiques: le cannibalisme, qui, selon les documents, a eu lieu en public, était souvent organisé par des responsables locaux du Parti communiste, et les gens ont apparemment participé ensemble pour prouver leur ardeur révolutionnaire. »[4]